# Dean Spalding Potter

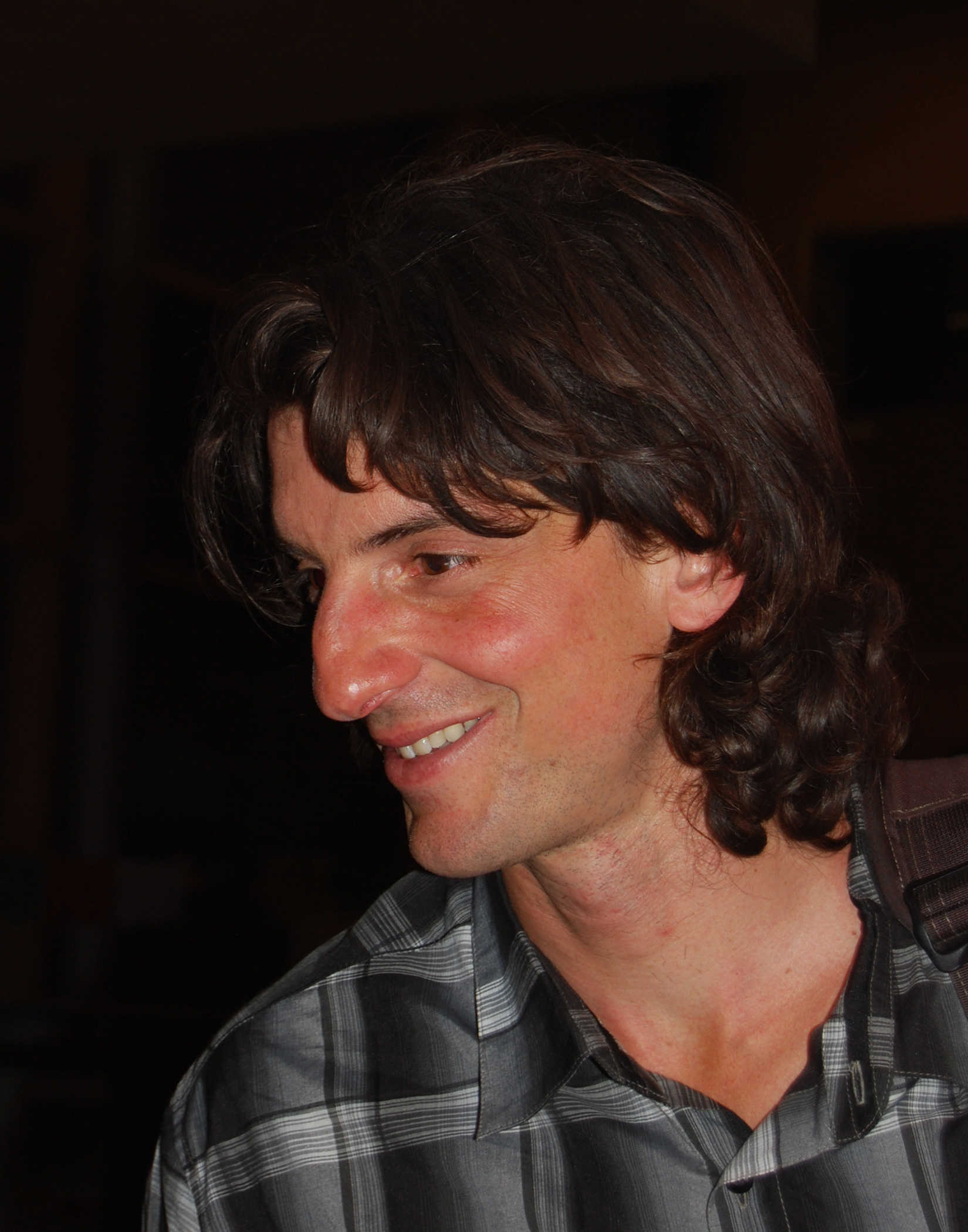
Dean em 2009

Dean Spalding Potter (Condado de Leavenworth, 14 de abril de 1972 - Condado de Tuolumne, 16 de maio de 2015) foi um praticante de esportes radicais norte-americano.  Dean Potter era um astro internacional do Wingsuit, Rock climbing, BASE jumping, Slackline, além do alpinismo. Em 2009, foi nomeado pela revista National Geographic o "Aventureiro do Ano".
Conhecido pela alcunha de "Demolidor", virou uma referência nos esportes radicais, muito em função das suas notáveis habilidades e vários recordes que conseguiu ao longo da vida, tornando-o uma personalidade muito requisitada em programas esportivos e em documentários.
Sua morte ocorreu três dias depois de conceder uma entrevista para uma televisão brasileira no mesmo local em que perdeu a vida. Dean morreu  numa descida mal-sucedida de BASE jumping com Wingsuit no Parque Nacional de Yosemite.

## Ligação externa
- Memorial Biography - Extreme athlete Dean Potter